# رفتار جبری

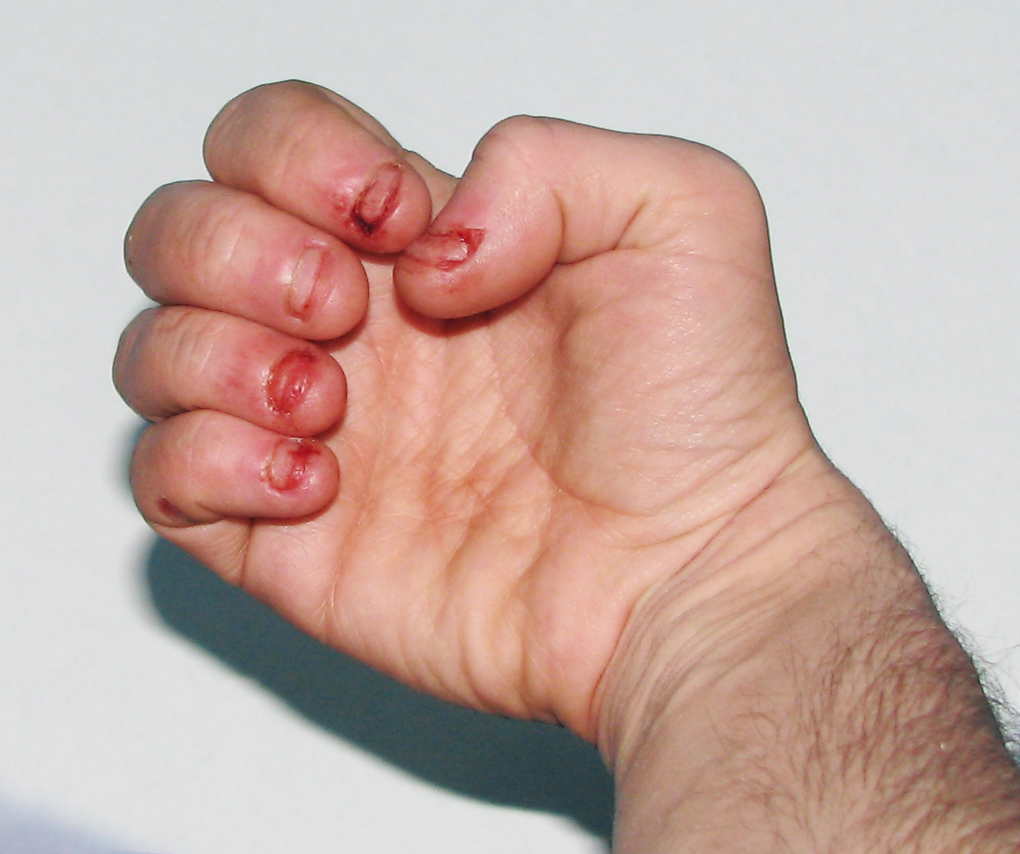
درماتوفاژی – ناخن جویدن شدید / جویدن پوست تا نقطه بروز ختلال وسواس فکری اجباری (OCD) یا شرایط دیگری که منجر به رفتارهای خودزنی مانند اختلالات طیف اوتیسم (همان‌طور که در این مثال وجود دارد) یا سندرم لش نیهان.

رفتار جبری (به انگلیسی: Compulsive behavior) به رفتاری مداوم و مکرر که لزوماً منجر پاداش یا لذتی در پی ندارد گفته می‌شود. رفتارهای جبری می‌توانند تلاشی برای از بین بردن وسواس باشد. رفتار جبری معمولاً یک رفتار کوچک، محدود و مکرر است، اما به شکلی آسیب‌شناسانه آزاردهنده نیست. رفتارهای اجباری تلاشیست جهت کاهش دلهره ناشی از احساسات درونی که فرد می‌خواهد تا از آنها اجتناب کرده یا تحت کنترل خود درآورد. علت اصلی رفتارهای اجباری اختلال وسواس جبری (OCD) است. رفتار جبری بیانگر این است که رفتار احتمالاً افراطی به هدفی که به نظر می‌رسد برای آن بروز کرده، مرتبط نیست. انواع مختلفی از رفتارهای جبری از جمله خرید، احتکار، غذا خوردن، قمار، تریکوتیلومانیا و اختلال کندن پوست، خارش، چک کردن، شمردن، شستشو، رابطه جنسی و غیره وجود دارد. همچنین، نمونه‌های فرهنگی نیز از رفتار اجباری وجود دارد.

## اختلالاتی که در آن رفتار جبری دیده می‌شود
هردوی اعتیاد و اختلال وسواسی-جبری (OCD)، رفتار جبری را به عنوان ویژگی اصلی خود به‌همراه دارند. اعتیاد صرفاً یک رفتار جبری در جهت نایل آمدن به محرک پاداش‌دهی است. در حالی که در OCD، رفتار جبری تنها بخشی از این اختلال محسوب می‌شود. رایج‌ترین رفتار جبری برای افرادی که از OCD رنج می‌برند، شستن و چک کردن است.
در حالی که همه رفتارهای اجباری اعتیاد قلمداد نمی‌شوند، برخی مانند رفتارهای جنسی اجباری به عنوان اعتیادهای رفتاری شناخته شده‌اند.

## وقوع
به نظر می‌رسد امروزه حدود ۵۰ میلیون نفر در جهان از نوعی اختلال وسواس فکری- جبری رنج می‌برند. افراد مبتلا اغلب پنهان‌کارتر از سایر افراد دچار اختلالات روانی هستند، بنابراین اغلب آن دسته از اختلال‌های روانی جدی‌تر تشخیص داده می‌شوند. بسیاری از افرادی که رفتار اجباری از خود نشان می‌دهند، ادعا می‌کنند که مشکلی ندارند و ممکن است سال‌ها قبل از کمک گرفتن، این شرایط را تحمل کنند.

## گونه‌ها

### خرید کردن
خرید جبری با خرید بیش از حد معمول شناسایی شود که باعث آسیب‌هایی در زندگی فرد می‌گردد، مانند بروز مشکلات مالی یا عدم تعهد به خانواده. میزان شیوع این رفتار جبری در سراسر جهان ۵٫۸ درصد است و اکثر افرادی که از این نوع رفتار رنج می‌برند را زنان تشکیل می‌دهند (تقریباً ۸۰ درصد). هیچ درمان اثبات شده‌ای برای این نوع رفتار اجباری وجود ندارد.

### احتکار

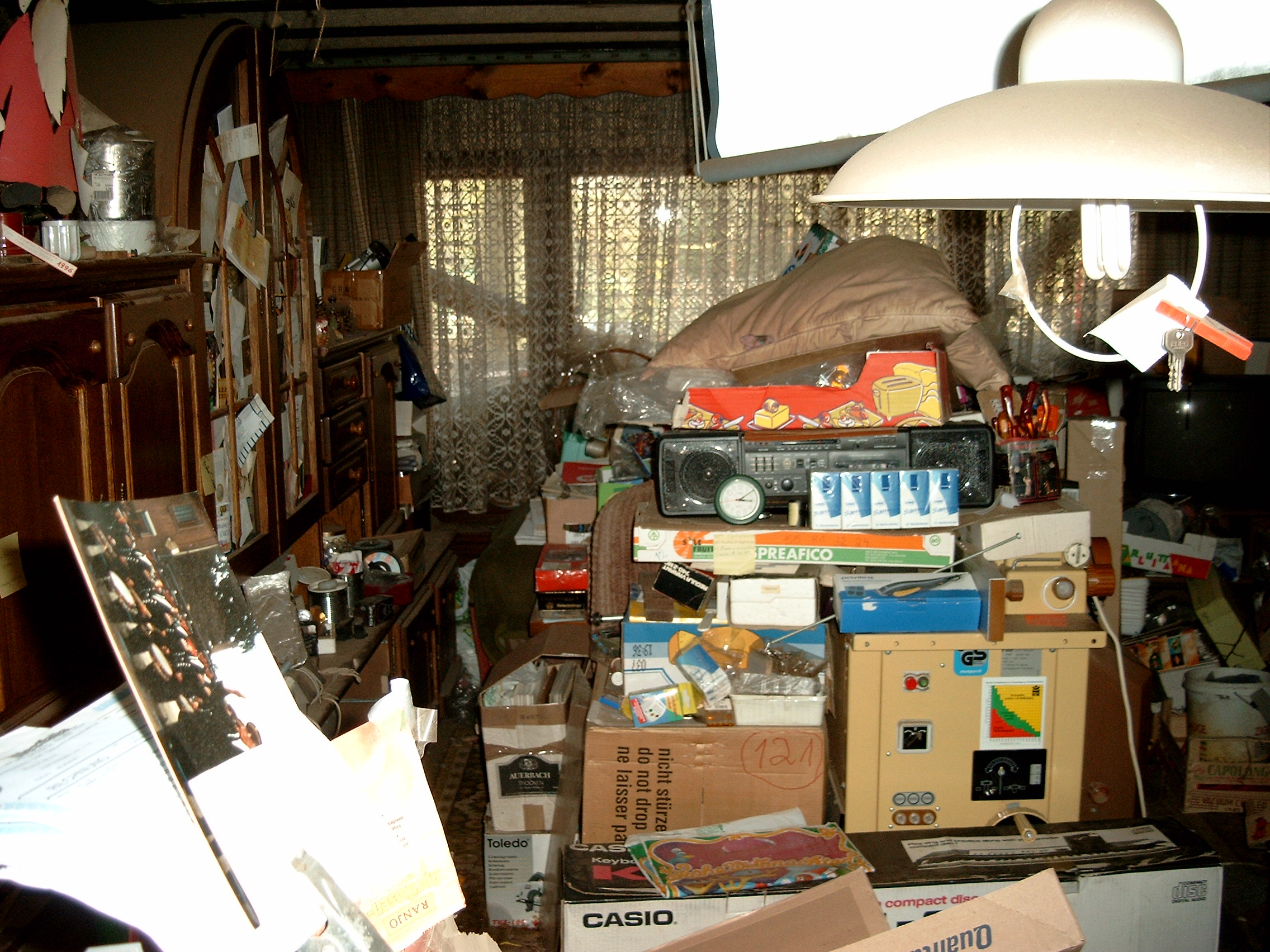
احتکار جبری

مشخصه احتکارگری نگه‌داری نامعمول اموال و مشکل در دور انداختن این وسایل است. از ویژگی‌های عمده وسواس احتکار می‌توان به عدم امکان استفاده بهینه از محیط پیرامونی زندگی به دلیل اشغال شدن فضا توسط دارایی‌های احتکار شده، مشکل در حرکت در سراسر خانه به دلیل حجم انبوه دارایی و همچنین مسدود بودن خروجی‌ها که می‌تواند خطری برای احتکارکننده و اطرافیانش باشد اشاره کرد. اقلامی که معمولاً توسط احتکارکنندگان ذخیره می‌شوند عبارتند از لباس، روزنامه، ظروف، نامه‌های ناخواسته، کتاب و اقلام صنایع دستی. احتکارکنندگان بر این باورند که این اقلام در آینده مفید خواهند بود یا برای دور انداختن آنها خیلی احساساتی هستند. دلایل دیگر عبارتند از ترس از دست دادن اسناد و اطلاعات مهم و ویژگی‌های شی.

### غذا خوردن
پرخوری جبری ناتوانی در کنترل میزان مصرف مواد مغذی است که منجر به افزایش بیش از حد وزن می‌شود. این پرخوری معمولاً یک مکانیسم مقابله ای برای مقابله با دشواری‌هایی در زندگی فرد مانند استرس است. بیشتر افرادی که بیش از حد غذا می‌خورند، می‌دانند که کاری که انجام می‌دهند برایشان خوب نیست. رفتار اجباری معمولاً در اوایل کودکی ایجاد می‌شود. افرادی که با غذا خوردن اجباری دست و پنجه نرم می‌کنند، معمولاً مهارت‌های مقابله ای مناسبی برای مقابله با مسائل عاطفی که باعث افراط در مصرف غذا می‌شود، ندارند. آنها در پرخوری افراط می‌کنند، چنان‌که طی دوره‌هایی با مدت زمان متفاوت که در آن بدون مکث می‌خورند و/یا می‌نوشند و تا زمانی که اجبار از بین برود یا دیگر قادر به مصرف نباشند دست از خوردن نمی‌کشند. این پرخوری‌ها معمولاً با احساس گناه و شرم بابت مصرف غذا جهت جلوگیری از استرس عاطفی همراه است. این رفتار اجباری می‌تواند عوارض جانبی کشنده ای داشته باشد، از جمله، اما نه محدود به آن، پرخوری، افسردگی، کناره‌گیری از بسیاری از فعالیت‌ها بابت وزن بالا، و رژیم‌های خود به خودی. اگرچه این یک رفتار جبری بسیار جدی است، دریافت درمان و یک برنامه غذایی مناسب می‌تواند به افراد در غلبه بر این رفتارها کمک کند. در اختلالات خوردن (مانند بی اشتهایی عصبی و پرخوری عصبی) فرد با وزن، بدن و دریافت کالری درگیر است. در این مورد، رفتارهای خاصی وجود دارد که ناهنجار و مداوم هستند و می‌توانند به عنوان رفتارهای اجباری تلقی شوند. به عنوان مثال، محدود کردن چیزی که فرد می‌خورد، استفراغ، سوء استفاده از ملین‌ها و ورزش بیش از حد.
اما فردی که چنین رفتارهایی دارد، بابت این است که آن را مکانیزمی ضروری برای کنترل وزن می‌بیند. او این رفتارها را غامض نخواهد پنداشت.
پرخوری ممکن است به عنوان رفتار جبری در نظر گرفته شود. در این حالت ممکن است فرد متوجه شود که پرخوری کرده و پس از مدتی پشیمان شود.

### قمار
قمار اجباری با داشتن میل به قمار و عدم توانایی در برابر مقاومت در برابر این اشتیاق شدید تشخیص داده می‌شود. قمار منجر به بروز چالش‌های جدی شخصی و اجتماعی در زندگی فرد می‌شود. این رفتار اجباری معمولاً در اوایل نوجوانی برای مردان و بین ۲۰ تا ۴۰ سالگی در زنان شروع می‌شود. افرادی که در کنترل میل جبری به قمار مشکل دارند، معمولاً در زمانی که دوران پراسترسی را در زندگی می‌گذرانند، مقاومت برایشان سختتر هم می‌شود. افرادی که جبری قمار می‌کنند با اعضای خانواده، قوانین و مکان‌ها و افرادی که با آن‌ها درگیر قمار هستند دچار مشکل می‌شوند. اکثر مسائل مربوط به این رفتار اجباری به دلیل کمبود پول برای ادامه قمار یا پرداخت بدهی قمار قبلی است. قمار اجباری را می‌توان با اشکال مختلف درمان مانند درمان شناختی رفتاری، خودیاری یا برنامه‌های دوازده مرحله ای و به‌طور بالقوه دارو یاری کرد.

### تریکوتیلومانیا و کندن پوست
تریکوتیلومانیا به عنوان رفتاری جبری که در آن فرد گرایش شدیدی به کندن موهای بدنش دارد طبقه‌بندی می‌شود.
کندن موها می‌تواند شامل هر نقطه ای از بدن که مو دارد بشود. این رفتار سبب بروز طاسی در نقاطی از بدن می‌شود. افرادی که از نوع ملایم‌تر این اختلال رنج می‌برند می‌توانند با تمرکز و خودآگاهی بیشتر بر اختلالشان غلبه کنند.
کسانی که پوست‌شان را به صورت جبری می‌کنند، با کندن، مالش یا خاراندن پوست این رفتار را بروز می‌دهند. این فعالیت‌ها معمولاً برای از بین بردن لکه‌ها یا علائم ناخواسته روی پوست است. این اجبار همچنین باعث ایجاد ساییدگی و تحریک روی پوست می‌شود. رفتار فوق می‌تواند منجر به عفونت یا سایر مسائل بهداشتی بشود. این اعمال معمولاً در مواقع اضطراب، کسالت یا استرس رایج هستند. بررسی‌ها مداخلات رفتاری مانند آموزش تغییر عادت و جداسازی را توصیه می‌کنند.

### چک‌کردن، شمردن، شستشو و تکرار
چک کردن اجباری می‌تواند شامل چک کردن چندباره اجباری مواردی مانند قفل بودن، کلیدها و لوازم شخصی باشد. این نوع اجبار معمولاً با چک کردن مداوم امکان وجود خطری آسیب رسان برای خود یا دیگران سروکار دارد. معمولاً بیشتر رفتارهای مبتنی بر بررسی کردن‌های مکرر به دلیل تمایل به حفظ امنیت دیگران و خود فرد اتفاق می‌افتد. این وضعیت به عنوان رفتار وسواسی-اجباری نیز شناخته می‌شود.
افراد مبتلا به شمارش اجباری معمولاً یک عدد به خصوصی دارند که در موقعیت‌های مختلف باید به همان تعداد رفتاری را تکرار کنند. وقتی یک عدد به‌خصوص در نظر گرفته شود، فرد تمایل دارد رفتاری مانند پاک کردن صورت خود را به مقدار عدد خاص مورد نظرش انجام دهد تا آرام گیرد. شمارش اجباری می‌تواند شامل مواردی از شمارش چیزهایی مانند مراحل، آیتم‌ها، رفتارها و شمارش ذهنی باشد.
شستشوی اجباری معمولاً در افرادی دیده می‌شود که ترس از آلودگی دارند. افرادی که رفتارهای اجباری در شستن دست دارند، دست‌های خود را به‌طور مکرر در طول روز می‌شویند. این شستن دست‌ها می‌تواند تشریفاتی باشد و از یک الگو پیروی کند. افرادی که با شستن اجباری دست‌ها مشکل دارند، به دلیل شستن بیش از حد روزانه دست‌هایشان ترک‌ترک یا زخمی می‌شوند.
تکرار اجباری با انجام چندین باره یک فعالیت مشخص می‌شود. این فعالیت‌ها می‌توانند شامل چند بار خواندن مجدد بخشی از یک کتاب، چندین بار بازنویسی چیزی، تکرار فعالیت‌های معمول یا تکرار یک عبارت مشابه باشد.

### رفتار جنسی
این نوع رفتار اجباری با احساسات، افکار و رفتارهای مربوط به هر چیزی که مربوط به مسائل جنسی است مشخص می‌شود. این افکار باید فراگیر باشند و مشکلاتی را در سلامتی، شغل، تعاملات اجتماعی یا سایر بخش‌های زندگی ایجاد کنند. این احساسات، افکار و رفتارها می‌تواند شامل رفتارهای جنسی عادی یا رفتارهایی باشد که غیرقانونی و/یا از نظر اخلاقی و فرهنگی غیرقابل قبول تلقی می‌شوند. این اختلال با نام‌های بیش‌فعالی جنسی، اختلال بیش‌فعالی جنسی، نیمفومانیا یا اعتیاد جنسی نیز شناخته می‌شود. به‌طور بحث‌برانگیزی، برخی از دانشمندان رفتار جنسی اجباری را به عنوان اعتیاد جنسی توصیف کرده‌اند، اگرچه چنین وضعیتی توسط دستورالعمل‌های تشخیصی پزشکی رایج شناخته نشده‌است.

### صحبت کردن
صحبت کردن جبری، حرف زدن افراطی و بیشتر از آن چیزی است که به عنوان یک میزان قابل قبول در تعاملات اجتماعی تلقی می‌شود. دو عامل اصلی در تعیین اینکه فردی مبتلا به اختلال صحبت کردن جبری است یا نه، حرف زدن به صورت مداوم است، مثلاً به طوری که فرد فقط زمانی دست از حرف زدن می‌کشد که طرف مقابلش شروع به صحبت کند یا مکالمه را خاتمه دهد، اصولاً دیگران افراد مبتلا به این اختلال را بسیار پرحرف می‌دانند. ویژگی‌های شخصیتی که ارتباط مهمی با این رفتار جبری دارند عبارتند از: جسارت کلام، تمایل به برقراری ارتباط، از خود راضی بودن و روان رنجوری. مطالعات نشان داده‌است که اکثر افرادی که معتاد به صحبت هستند از میزان صحبت کردن خود آگاه هستند اما نمی‌توانند آن را متوقف کنند و رفتارشان را به عنوان یک مشکل نمی‌بینند.